# Goodsontaube
Die Goodsontaube (Patagioenas goodsoni, Syn.: Columba goodsoni) ist eine Art innerhalb der Gattung der Amerikanischen Feldtauben. Es ist eine kleine, kompakt gebaute und dunkle Taube mit olivbraunem und rotbraunen Gefieder, die in Südamerika vorkommt. Es werden keine Unterarten unterschieden.
Die Bestandssituation der Goodsontaube wurde 2016 in der Roten Liste gefährdeter Arten der IUCN als „Least Concern (LC)“ = „nicht gefährdet“ eingestuft.

## Merkmale
Goodsontauben erreichen eine Körperlänge von 24 Zentimeter. Der Geschlechtsdimorphismus ist nicht sehr ausgeprägt.
Die Männchen haben einen hell blaugrauen Kopf, Hals, und Brust. Auf der Brust nimmt die Gefiederfärbung einen lavendelfarbenen Ton an. Der Scheitel und die Hinterhals haben einen mehr weinfarbenen Schimmer, der auf dem Mantel in einen rotvioletten Ton übergeht. Die Schwingen und die Flügeldecken sind dunkel olivbraun mit nur einem geringen oder keinem rotvioletten Schimmer. Der Rücken und der Bürzel sowie die Oberschwanzdecken sind olivbraun mit einem deutlichen rotvioletten Glanz. Die Schwanzfedern überragen die Oberschwanzdecken nur um knapp 4 Zentimeter. Die Schwanzfedern und die Handschwingen sind dunkel olivbraun. Der Bauch und die Unterschwanzdecken sind rotbraun und gehen in ein rötliches Kastanienbraun auf den Unterschwanzdecken über.
Die Iris ist weißlich. Der Orbitalring ist grau-violett. Der kräftige Schnabel ist schwarz, die Füße sind rot.
Weibchen sind ähnlich gefärbt wie die Männchen, jedoch insgesamt etwas matter. Jungvögel gleichen den Weibchen.
Die Rufe der Goodsontaube sind ein helles, melodisches cu wuuk-wuuk, das regelmäßig von einem rollenden rrrruuuu unterbrochen wird.

## Verwechselungsmöglichkeiten
Verwechselungsmöglichkeiten bestehen mit der Purpur- und der Weintaube, die beide zur gleichen Gattung gehören.
Die Purpurtaube ist leuchtender gefärbt und hat einen längeren Schwanz sowie einen längeren und weniger kräftigen Schnabel. Die Weintaube ist kräftiger gebaut und hat gleichfalls einen längeren Schwanz. Die Gefiederfärbung auf der Körperunterseite ist einheitlicher.

## Verbreitung und Lebensraum

Verbreitungsgebiet der Goodsontaube (grün)

Die Goodsontaube kommt nur im Westen von Kolumbien sowie in Ecuador vor. Ihr Lebensraum sind niederschlagsreiche Wälder der Tiefebenen und der Vorgebirge. Sie kommt in Höhenlagen bis 1000 Meter vor und wird selten auch bis in Höhenlagen bis zu 1500 Meter beobachtet.
Obwohl auf Grund einer zunehmenden Abholzung der Lebensraum der Goodsontaube kleiner geworden ist, ist sie stellenweise noch eine sehr häufige Art. In Ecuador kommt sie auch in Wäldern vor, in denen ein selektiver Holzeinschlag erfolgt ist. Sie hält sich jedoch hier bevorzugt in der Nähe von noch unberührten Primärwaldgebieten auf.

## Lebensweise
Die Goodsontaube ist ein baumbewohnender Standvogel, der nur selten auf den Boden kommt. Sie hält sich meist in kleinen Trupps auf und frisst eine große Bandbreite an Früchten und Beeren. Eine besondere Vorliebe hat sie für die Beeren von Misteln.
In Kolumbien werden brütende Goodsontauben von Januar bis Mai und im August beobachtet. Das Nest ist eine lose Plattform, die zwischen Kletterpflanzen im unteren Wipfelbereich von Bäumen errichtet wird. Bei den Männchen wurden Balzflüge beobachtet, bei denen sie von einem steil auffliegen und ohne Flügelschlag entweder zu ihrer Ansitzwarte zurückkehren.

## Trivia
Die Goodsontaube ist nach Arthur Thomas Goodson (1873–1931) benannt, der als Assistenz-Ornithologe im britischen Rothschild-Museum arbeitete, das heute als Natural History Museum at Tring firmiert. Es ist nicht die einzige Vogelart, die nach Goodson benannt wurde. Eine Unterart des Braunrückenpiepers (Anthus leugophrys goodsoni) trägt gleichfalls seinen Namen.

## Einzelbelege
1. ↑   Gibbs, Barnes und Cox: Pigeons and Doves. S. 232.
2. ↑  
Patagioenas goodsoni in der Roten Liste gefährdeter Arten der IUCN 2016. Eingestellt von: BirdLife International, 2016. Abgerufen am 3. Oktober 2017.
3. 1 2 3 4 5   Gibbs, Barnes und Cox: Pigeons and Doves, S. 233.
4. ↑   Stimme der Goodsontaube auf Xeno Canto, aufgerufen am 24. September 2016
5. ↑  Bo Beolens, Michael Watkins: Whose Bird? Men and Women Commemorated in the Common Names of Birds. Christopher Helm, London 2003, ISBN 0-7136-6647-1, S. 205.